# 七賤
七賤，是高麗和朝鲜王朝時代身分制度下被視為賤民的七種人，分别是商人、船夫、獄卒、犯罪逃亡者、僧侶（因李氏朝鮮抑佛崇儒，獨尊朱子學）、白丁、巫女。

## 七賤與奴婢
他們與奴婢一樣是賤民，但不被視為主人財產，可是他們身分世代相傳，根據從母法，良民如和他們結婚，兒女也會成為賤民。